# Jakob Winkler
Jakob Winkler (ur. 24 lipca 1892 w Zweibrücken, zm. 10 marca 1948 w Karlau) – zbrodniarz nazistowski, członek załogi niemieckiego obozu koncentracyjnego Mauthausen-Gusen i SS-Hauptsturmführer.
Członek NSDAP (nr legitymacji partyjnej 44568) i SS (nr identyfikacyjny 3764). Od sierpnia 1943 do października 1943 był komendantem Loibl-Pass, podobozu KL Mauthausen.
Winkler został skazany w procesie załogi podobozu Loibl-Pass przez aliancki Trybunał Wojskowy w Klagenfurt am Wörthersee na karę śmierci. Wyrok wykonano przez powieszenie w więzieniu Karlau w marcu 1948.